# Iakov Kuldurkaev
Iakov Iakovlevici Kuldurkaev (în rusă Яков Яковлевич Кулдуркаев; n. 22 octombrie 1894, Lobaski⁠(d), Uezdul Ardatov⁠(d), Simbirsk Governorate⁠(d), Rusia – d. 28 iulie 1966, Lobaski⁠(d), Atyashevsky District⁠(d), RSFS Rusă, URSS) a fost un poet și scriitor erzean sovietic. A fost considerat „dușman al poporului” de către autoritățile sovietice și închis în anul 1938 pentru 20 de ani într-un lagăr. Este cunoscut ca autor al poemului „Ermez⁠(d)” (în erzeană Эрьмезь).

## Biografie
Iakov Kuldurkaev s-a născut pe 22 octombrie 1894 într-o familie de țărani din satul Lobaski⁠(d) (aflat acum în raionul Ateașevo⁠(d) al Republicii Mordovia). Familia sa aparținea grupului etnic al mordvinilor, care fac parte din populațiile finlandeze de pe Volga⁠(d).
A urmat o școală primară rurală în perioada 1903–1906, după care a absolvit în 1912 cursurile Școlii Reale din Saransk. A plecat apoi în Siberia, unde a lucrat ca pontator la construirea căii ferate Amur⁠(d).
În 1915 a fost înrolat în Armata Țaristă și a luat parte la Primul Război Mondial, fiind rănit în urma exploziei unui obuz. Mai târziu a participat la Războiul Civil Rus în rândurile Armatei Roșii. După ce s-a întors de pe front în 1923, a urmat cursuri de contabilitate la Moscova, pe care le-a absolvit la scurt timp. A lucrat apoi ca asistent contabil, contabil și revizor.
Autoritățile sovietice l-au arestat și condamnat în 1938 ca „dușman al poporului”. Kuldurkaev și-a ispășit pedeapsa în lagărele din RASS Komi⁠(d) și din regiunile Novgorod și Jambyl. A fost eliberat și reabilitat în anul 1958.
Iakov Kuldurkaev a murit pe 28 iulie 1966 în satul său natal, Lobaski⁠(d), unde a fost înmormântat.

## Activitatea literară
Primele încercări literare ale sale datează, potrivit lui Kuldurkaev, din anul 1910. Activitatea literară a lui Kuldurkaev a fost influențată de folclorul mordvin, precum și de întâlnirile cu scriitorii Fiodor Markelovici Cesnokov⁠(d) (1896–1938), Piotr Semionovici Gluhov⁠(d) (1897–1979) și Artur M. Moro⁠(d) (de fapt Afanasi Matveevici Osipov, 1909–1989).
În 1928 Kuldurkaev a publicat primele capitole ale poemului său epic „Ermez” în ziarul erzean Iakstere tește⁠(d) (în erzeană Якстере теште, în traducere „Steaua roșie”), iar în 1935 a fost publicată o versiune completă a poemului. „Ermez” înfățisează trecutul poporului mordvin din secolul al XIII-lea, având subtitlul „Povestea unui trecut îndepărtat”. Poetul A.M. Moro a vorbit despre opera lui Kuldurkaev în felul următor:
| “ | În anii treizeci, a fost creat strălucitul poem „Ermez” al lui Ia. Ia. Kuldurkaev, a cărui importanță pentru poporul mordvin este comparabilă doar cu cea a „Cântecului despre oastea lui Igor” pentru poporul rus. Acest poem a devenit apogeul strălucit al poeziei și al întregii literaturi mordvine și constitue o mare contribuție la tezaurul poeziei universale... | ” |

Kuldurkaev a scris, de asemenea, în anii 1930 o serie de creații literare pentru copii: poezia „Senks” („Сенксь”), povestea „Andeamo” („Андямо”) și altele. După arestarea lui, volumul Ermez a fost eliminat din aproape toate bibliotecile. După ce s-a întors din închisoare, Kuldurkaev a început să scrie o versiune nouă a poemului, dar nu a mai avut timp să o publice. Versiunea finală a fost publicată abia în anii 1980.
Versiunea revizuită a poemului „Ermez” a fost publicat în foileton în revista Сятко (Seatko) în 1988. Cu ocazia împlinirii a 125 de ani de la nașterea autorului, Fundația Rutsja a pregătit o publicare în versiune bilingvă a poemului. „Ermez” urma să apară în limbile erzeană și rusă. Prezentarea noii ediții, planificată să apară în februarie 2020 la Saransk, a fost împiedicată de o intervenție a Ministerului Culturii, Politicii Naționale și Arhivelor din Republica Mordovia. Fundația Rutsja a anunțat că versiunea erzeană a fost tipărită cu grafie chirilică, deoarece utilizarea alfabetului latin pentru transcrierea limbilor de stat ale republicilor ruse a fost interzisă la nivel legislativ în Federația Rusă începând din 2002. Acest eveniment cultural trebuia să aibă loc la Biblioteca Națională „Pușkin” a Republicii Mordovia, cu participarea poetei erzeane Mariz Kemal.

## In memoriam
O stradă din satul natal al poetului, Lobaski⁠(d), a primit numele Iakov Kuldurkaev.

## Opera (selecție)
Poezii epice
- Эрьмезь, Saransk, 1928/1935.
- „Эрьмезь”, în revista Сятко (Seatko) 1988. (variantă revizuită)
- „Эрьмезь”, în revista Мокша (Mokșa) 1988. (fragmente în limba mokșană)

Creații literare pentru copii
- „Сенксь” (în rusă Цапля)
- „Андямо”

Povești
- „Ежов сенксь”, în revista Сятко (Seatko) 1994. (în rusă Хитрая цапля)

Antologie
- Поэмат ды ёвкст, А. В. Алёшкин (ed.), Saransk, 2008. (în rusă Поэмы и сказки, poezii și povestiri)